# کوتووا
کوتووا (به لهستانی:  Kutowa) یک روستا در لهستان است که در گمینا نارو واقع شده‌است.